# Vesper Lynd
Pour les articles homonymes, voir Lynd.
 (février 2020).
Si vous disposez d'ouvrages ou d'articles de référence ou si vous connaissez des sites web de qualité traitant du thème abordé ici, merci de compléter l'article en donnant les références utiles à sa vérifiabilité et en les liant à la section « Notes et références ».
Vesper Lynd est un personnage de fiction, apparu en 1953 dans Casino Royale, l'un des romans de la série des James Bond écrite par Ian Fleming et adapté au cinéma.  
Elle est incarnée à l'écran par Ursula Andress en 1967, puis par Eva Green en 2006.
Ce personnage a donné son nom au cocktail Vesper, ou Vesper Martini, créé en 1953.

## Biographie fictive

### Romans
Vesper Lynd est un agent britannique travaillant à la station S (Union soviétique) et envoyée pour assister James Bond à Royale-les-Eaux (France) dans sa lutte autour d'une table de baccara contre Le Chiffre, agent français à la solde de l'organisation de contre-espionnage soviétique SMERSH qui compte rembourser sa dette auprès de ses supérieurs grâce aux cartes. Bond remporte la victoire mais Vesper est ensuite enlevée par les hommes de main du Chiffre, qui parviennent plus tard à capturer 007 au terme d'une course-poursuite. Le Chiffre est abattu par un agent du SMERSH envoyé spécialement en ce sens comme punition pour avoir perdu l'argent, mais épargne Bond, torturé au préalable. Hospitalisé, il se repose et Vesper est aux petits soins pour lui. Des sentiments réciproques naîtront entre elle et Bond, ce dernier envisage même de démissionner du MI6 afin de vivre auprès de Vesper. Mais elle adopte une attitude suspecte à la vue d'un vendeur de montres suisses, qu'elle reconnaît comme étant un autre agent du SMERSH chargé de les épier et de les tuer tous les deux, qui se fait appeler Adolph Gettler. Elle promet toutefois à Bond de tout lui expliquer le lendemain matin. Il la retrouve morte dans son lit, elle s'est suicidée en ingérant une dose mortelle de barbituriques et a rédigé une lettre où elle avoue qu'elle était un agent double contrainte d'opérer pour l'URSS, notamment parce que le SMERSH détenait en otage son petit ami, un pilote de la RAF. Cette trahison convainc définitivement Bond de rester membre du MI6 et rapporte froidement à ses supérieurs au sujet de Vesper : "La garce est morte".
Elle sera plus tard mentionnée à deux reprises dans les livres de Fleming. Dans Goldfinger, alors que Bond est drogué et se croit mort, sur le point d'accéder au paradis, il se demande comment il va lui présenter Tilly Masterson, une femme qu'il a croisée en France alors qu'il poursuivait Auric Goldfinger jusqu'en Suisse et qui cherchait à tuer le trafiquant d'or pour venger sa sœur Jill. L'autre mention sera dans Au service secret de Sa Majesté, on y apprend que Bond se rend tous les ans à Royale-les-Eaux notamment pour se rendre sur sa tombe.
Elle est le premier grand amour de Bond dans la série, avant qu'il n'épouse Teresa Draco di Vincenzo.

### Films
Vesper Lynd travaille pour le Trésor de Sa Majesté et le Groupe d'action financière, elle est chargée de livrer à James Bond l'argent nécessaire pour participer au tournoi de Texas Hold'Em qu'organise Le Chiffre au Casino Royale, situé au Monténégro. Ils se rencontrent pour la première fois dans le train qui amène Bond dans les Balkans. Lors de la conversation qu'ils ont avant leur arrivée, elle parvient à deviner que Bond est orphelin, parce qu'il a suggéré de manière assez prompte qu'elle l'était également. Alors qu'il leur détaille leur couverture de couple, elle révèle que sa famille est strictement catholique. Puis ils font la connaissance de leur contact local René Mathis. Avant le début du tournoi, elle lui fournit un smoking taillé sur-mesure, arguant qu'elle l'a calculé immédiatement. Bond se sert d'elle pour distraire ses concurrents à la table de poker. Mais lorsque Le Chiffre parvient à défaire Bond en feignant de bluffer, Lynd refuse de lui livrer les cinq millions de re-cave nécessaires à le faire réintégrer au tournoi. Alors que Le Chiffre est pris à partie par Steven Obanno, chef de guerre ougandais dont il a perdu l'argent dans un investissement boursier saboté par Bond, 007 parvient à le tuer, lui et ses hommes, dans la cage d'escalier de leur hôtel. Bond dit alors à Lynd d'alerter René Mathis pour qu'il fasse disparaître les corps. Finalement requalifié pour le tournoi, Bond est sur le point de faire une crise cardiaque mortelle provoquée par un empoisonnement à la digitoxine. 
Il connecte un défibrillateur à sa poitrine en y apposant des électrodes mais un de ses fils est mal connecté et il s'évanouit avant de pouvoir le rebrancher. Vesper lui sauvera la vie en arrivant in extremis, branchant le fil en question et enclenchant l'appareil. Bond triomphe finalement du Chiffre et fête sa victoire avec elle au restaurant, il remarque alors autour de son cou un pendentif représentant un Nœud d'amour algérien. Plus tard, Vesper est enlevée par Le Chiffre et ses hommes, obligeant Bond à se lancer à leur poursuite. En la ligotant et en la mettant sur son chemin sur une route déserte en pleine nuit, Bond est contraint de manœuvrer pour l'éviter, mais subit un accident. Blessé, il est attrapé par Le Chiffre qui le torture tandis que Vesper subit le même sort dans une pièce à part. Le Chiffre et ses sbires sont tués, Vesper est aux petits soins pour Bond, qui songe à démissionner pour vivre avec elle. À Venise, elle reconnait toutefois Adolph Gettler, un contact à qui elle doit remettre l'argent gagné par Bond au Casino Royale. Celui-ci l'apprend et traque Gettler et ses hommes, qui ont pris Vesper en otage. L'affrontement se termine par la mort de tous les criminels, tandis que Vesper, enfermée dans un monte-charge qui s'enfonce dans l'eau au fur et à mesure que l'immeuble où la bataille a lieu se démolit, refuse que Bond la sauve et meurt noyée. 007 apprend de M qu'elle avait un petit ami franco-algérien enlevé par l'organisation du Chiffre, et qu'elle avait échangé l'argent contre la vie de Bond le soir où M. White a tué Le Chiffre et ses hommes. M. White sera ensuite fait prisonnier par Bond.
Après l'évasion réussie de M. White à Sienne, Bond entend parler de Dominic Greene, membre de l'organisation Quantum (filiale du SPECTRE) comme Le Chiffre. Sa mission le mène jusque dans le désert bolivien où il provoque la défaite de Greene puis en aparté sa mort (mais il ne l'a pas tué lui-même). À Kazan, Bond retrouve le petit ami de Vesper avec Corinne, un agent des services secrets canadiens. Il lui dit de sortir de leur logement pour s'expliquer avec lui. Il dit à M qu'il vit encore puis abandonne dans la neige le nœud d'amour algérien que portait Vesper, qu'il avait conservé après sa mort.
Vesper Lynd sera mentionnée dans 007 Spectre à quelques reprises. Dans l'hôtel L'Américain à Tanger, Bond découvre derrière l'un des murs de la chambre où il loge avec Madeleine Swann, la fille de M. White qu'il s'est jurée de protéger, plusieurs cassettes ayant appartenu au vieil ennemi de Bond, dont une au nom de Vesper. Mais quand Madeleine lui demande ce que c'est, il répond "Rien". Madeleine apprend d'Ernst Stavro Blofeld que Vesper a été le grand amour de Bond. Son portrait figure enfin dans les locaux délabrés du MI6, où Blofeld se terre et retient Madeleine prisonnière, quand Bond s'est lancé à sa poursuite. Apparaissent également des portraits de M (Judi Dench, décédée dans Skyfall), mais aussi du Chiffre et de Raoul Silva, tous membres du SPECTRE et donc subalternes de Blofeld.

#### Origine du nom
Son nom est une déformation de West Berlin prononcée avec un accent allemand. Le roman a été écrit pendant la Guerre froide, et la partition de la capitale de l'Allemagne pendant cette période fait écho au double jeu qu'est contrainte de pratiquer Vesper avec l'Ouest (le MI6, les services secrets du Royaume-Uni) et l'Est (le SMERSH, organisation soviétique). Dans le livre, Vesper raconte que son prénom lui vient du fait qu'elle est née un soir d'orage (Vesperum signifie soir en latin).

## Œuvres dans lesquelles le personnage apparaît

### Roman
- 1953 : Casino Royale de Ian Fleming

### Films
- 1967 : Casino Royale, interprétée par Ursula Andress.
- 2006 : Casino Royale, interprétée par Eva Green.

### Jeu vidéo
- 2008 : 007: Quantum of Solace : doublée par Eva Green.